# Senua's Saga: Hellblade II
Senua's Saga: Hellblade II é um jogo eletrônico de ação-aventura, foi desenvolvido pela Ninja Theory e publicado pela Xbox Game Studios. Foi lançado para Microsoft Windows e Xbox Series X/S e é a sequência de Hellblade: Senua's Sacrifice, lançado em 2017.

## Desenvolvimento
O jogo foi anunciado pelo chefe da divisão Xbox, Phil Spencer, durante o evento The Game Awards 2019 enquanto apresentava o console de nova geração da Microsoft, o Xbox Series X/S.
Segundo Phil Spencer, tudo o que vimos do jogo foi demonstrado inteiramente na engine Unreal Engine 5 da Epic Games, juntamente com o motor de física da Microsoft, o Havok, no Xbox Series X.
No trailer é possível ver que o jogo se passará logo após o final do seu antecessor, e que o jogo poderá ter mundo aberto e cenários mais diversificados para o combate e narrativa.[carece de fontes?]

## Recepção
Senua's Saga: Hellblade II recebeu críticas "geralmente favoráveis" dos críticos, de acordo com o site agregador de críticas Metacritic.